# شهرستان میلر (آرکانزاس)
شهرستان میلر، آرکانزاس (به انگلیسی: Miller County, Arkansas) شهرستانی در ایالات متحده آمریکا است که در آرکانزاس واقع شده‌است.

## خصوصیات
شهرستان میلر ۱٬۶۵۲٫۴۲ کیلومترمربع مساحت دارد.